# Ростбиф по-тюрингенски

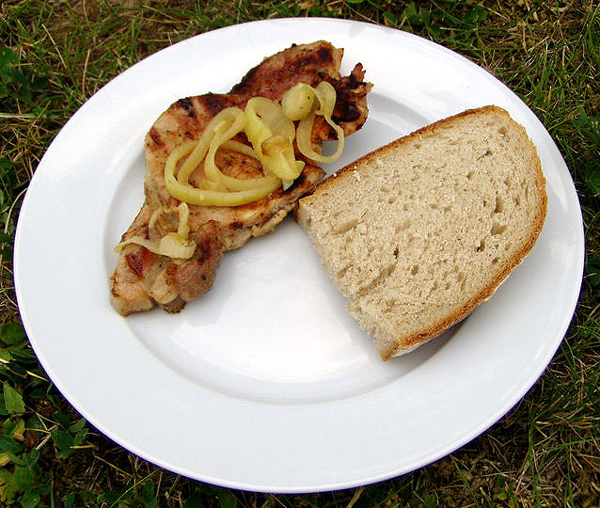
Ростбиф по-тюрингенски

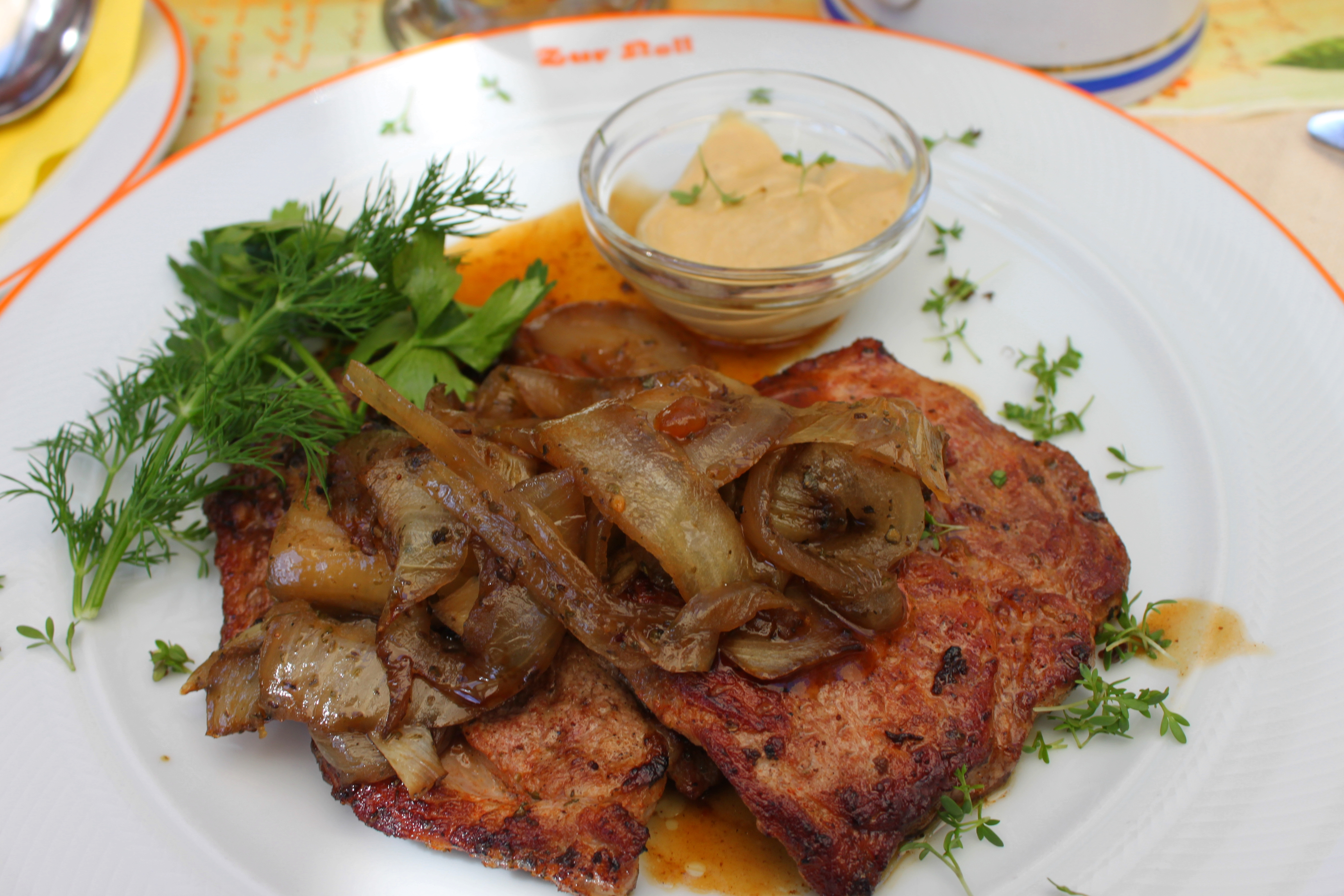
Ростбиф по-тюрингенски

Ростбиф по-тюрингенски (нем. Thüringer Rostbrätel) — мясное блюдо тюрингенской кухни, представляет собой поджаренную на дровяном гриле маринованную в пиве отбивную котлету из свиной шейки. Тюрингенский ростбиф наряду с жареными сосисками является самым популярным блюдом, приготовленным на гриле на природе или на народных гуляньях.
Мясо для ростбифа по-тюрингенски нарезают на котлеты толщиной в 2—3 см с косточкой или без неё и отбивают. Маринад готовят из «Пильзнера» или чёрного пива с солью, репчатым луком, чесноком, горчицей, тмином, майораном и чёрным перцем грубого помола. Мясо полностью погружают в маринад на 12—48 часов и держат в холоде. При жарке на гриле котлеты переворачивают и поливают маринадом или слегка взболтанным пивом из бутылки. Тюрингенский ростбиф обычно сервируют с поджаренным на гриле луком из маринада и тюрингенским картофельным салатом с маринованными огурцами, варёным яйцом, луком и яблоком под майонезом или местным соусом из сметаны с горчицей и уксусом.